# BRC Zugvogel 1901
| BRC Zugvogel 1901 | BRC Zugvogel 1901                |
| ----------------- | -------------------------------- |
|                   |                                  |
| Vereinsdaten      |                                  |
| Gegründet:        | 10. November 1901                |
| Vereinsfarben:    | Schwarz-Rot-Blau                 |
| Vereinssitz:      | Haus des Sports Berlin-Kreuzberg |
| Website:          | www.brc-zugvogel.de              |

Der Berliner Radfahrer-Club Zugvogel 1901 ist ein traditionsreicher Berliner Radsportverein. Er widmet sich vor allem dem Radrennsport (Straße, Bahn und MTB) und dem Breitensport (RTF, Jedermannrennen). Der BRC ist Trägerverein für die Benefizinitiative Wir spenden Leben – Radsportler für die Knochenmarkspende.

## Geschichte

### Gründung

Otto Goetzke, einer der Gründerväter des Vereins

Auf Initiative des Radrennveranstalters Eugen Schröder wurde der Berliner Radfahrer-Club Zugvogel 1901 am 10. November 1901 in Schöneberg gegründet. Erster Vorsitzender wurde Eugen Schröder. Zu den Gründungsmitgliedern zählte auch ein starker Amateurrennfahrer jener Jahre, der 22-jährige Tischlergeselle Otto Goetzke. Goetzke sorgte mit Erfolgen bei den langen Straßenradrennen Berlin–Köln, Berlin–Königsberg und Rund um Berlin für die ersten Siege des jungen Vereins. Mit ihm als Kapitän wurde die Mannschaft des BRC Zugvogel 1910 in Görlitz und 1914 in Augsburg Deutscher Mannschaftsmeister. Nach diesen ersten Erfolgen etablierte sich Zugvogel mit an der Spitze des Berliner und deutschen Amateurradsports. Neben den Mannschaftserfolgen waren die Zugvogelfahrer auch in Einzelrennen siegreich, so 1912 der Erfolg von Artur Frömming bei der legendären Distanzradfahrt Wien–Berlin. Weitere erfolgreiche Straßenradsportler waren Otto Männel, Willi Schliep  und Gustav Richter.
Eine erfolgreiche Karriere verzeichnete auch das Vereinsmitglied Otto Männel, der 1906 nach Berlin kam und bis in die 1920er Jahre hinein als Renner aktiv war. Nach seiner aktiven Zeit leitete er als Vorsitzender lange Zeit die Geschicke des Vereins. Obwohl er von Seiten der Nazis in den 1930er Jahren Repressalien ausgesetzt war und sogar mit Berufsverbot belegt war (er war Beamter), blieb er doch für Zugvogel weiter aktiv. Auch sorgte er 1950 dann für die Wiederbelebung des BRC. Als Sportler war er der erste Zugvogel bei Olympischen Spielen. In Stockholm 1912 belegte er Platz 41 im Straßenrennen.

### Neubeginn
Nach dem Zweiten Weltkrieg war das Vereinsinventar durch einen Bombenangriff 1944 zerstört, die Mitglieder verloren sich für Jahre aus den Augen. Doch kurz nach dem Neubeginn fanden einige Zugvogelmitglieder wieder zum aktiven Sport. So wurde Werner Egerland 1947 zum zweiten Mal Deutscher Meister im Eisschnelllauf und errangen Fahrer wie Gerhard Bartkowski und Heinz Brandt bereits wieder Erfolge bei Radrennen. Am 10. Dezember 1950 wurde der BRC Zugvogel wieder ins Leben gerufen. Neben dem Sportbetrieb wurde der BRC Zugvogel nun auch zum bekannten Ausrichter von Radrennen. Neben Querfeldein-Rennen im Berliner Viktoriapark und dem Rundstreckenrennen Rund in Kreuzberg wurden auch Bahnrennen und Aschenbahnrennen veranstaltet.

### Bau der Berliner Mauer
Der BRC, nun in Berlin-Kreuzberg beheimatet, vereinte Sportler sowohl aus den Westsektoren als auch aus den Ostbezirken der geteilten Stadt. Der Bau der Berliner Mauer schnitt nun viele Mitglieder vom Verein ab und erschwerte den verbliebenen Sportlern die Teilnahme an Rennen außerhalb West-Berlins. Der Vereinsvorstand in jenen Jahren um den ersten Vorsitzenden Günter Kunzendorf, seinen Stellvertreter Walter Rindfleisch und den sportlichen Leiter Walter Fechner sorgte für eine Neustrukturierung des Sportbetriebs unter den Bedingungen der ummauerten Stadt Berlin. Mit Fahrern wie Ortwin Czarnowski und Karl-Heinz Muddemann, die im Nationaltrikot die Rheinland-Pfalz-Rundfahrt gewinnen konnten und Michael Becker, der 1968 schließlich zusammen mit Czarnowski zur deutschen Olympiamannschaft gehörte, wurde der BRC Zugvogel erneut zu einem Spitzenverein des Amateurradsports. 1970 war das erfolgreichste Jahr des Vereins. Nachdem der Vierer mit den Fahrern Hanno Podbielski, Michael Becker, Manfred Mücke und Jürgen Kraft in der deutschen Meisterschaft siegten, wurde Hanno Podbielski auch Deutscher Bergmeister.
Ab 1978 arbeitete Walter Gebhardt bei Zugvogel als Trainer und war dessen sportlicher Leiter. Unter dem A-Trainer Gebhardt wurde der Zugvogel-Juniorenvierer 1981 Deutscher Meister und Jugendpokalsieger in der Besetzung Sven Ihnen, Uwe Römer, Thomas Gustke und Stefan Vonhof.

### 1990er Jahre – Mountainbike
Die Wiedervereinigung brachte dem Berliner Radsport insgesamt einen großen Aufschwung. Die Starterfelder vergrößerten sich enorm, teilweise gingen über 300 Amateure auf die Rennkurse. Mit der Tradition Radcross etablierte sich die neue Radsportdisziplin Mountainbike zur gleichen Zeit sehr schnell beim BRC Zugvogel. Lutz Schäfer gehörte zu den ersten deutschen Fahrern, die sich Anfang der 1990er im Weltcup vorne platzieren konnten und Regina Marunde war bei der Olympiapremiere des Mountainbikesports in Atlanta dabei und belegte den siebenten Platz. Durch Hanka und Stefan Kupfernagel sowie Cornelia Dreher gab es auch hier Deutsche Meistertitel für den BRC.

### Frauenradsport
Ab 1995 war der Frauenradsport ein Hauptstandbein des Vereins. Es wurde ein internationales Rad-Bundesligateam mit Hanka Kupfernagel an der Spitze gebildet das unter verschiedenen Namen mehrfach die Bundesligawertung gewinnen konnte. Viele Fahrerinnen von internationalem Rang wie Sanna Lehtimaki, Susanne Ljungskog, Mari Holden, Elena Weigold, Sandra Missbach, Cornelia Dreher, Birgit Hollmann, Ina-Yoko Teutenberg und Regina Marunde waren für das Team am Start. Höhepunkt war die olympische Silbermedaille 2000 durch Hanka Kupfernagel in Sydney.

### Aktuell
In den letzten Jahren widmet sich der Verein neben dem Rennsport verstärkt dem Jugend- und Breitensport sowie dem Bereich Jedermannrennen. Er war u. a. der Trägerverein für die Charity-Aktion Wir spenden Leben – Radsportler für die Knochenmarkspende.

## Erfolge
- Deutscher Meister im Mannschaftsfahren 1910, 1914 und 1970
- 5 Olympiateilnahmen (eine olympische Silbermedaille durch Hanka Kupfernagel in Sydney 2000)
- über 30 deutsche Meistertitel
- 3 Gesamtsiege Rad-Bundesliga der Frauen
- mehrere Gesamtsiege bei Radrundfahrten (wie die Bayern-Rundfahrt, Rheinland-Pfalz-Rundfahrt, Tour de Berlin)
- Auszeichnung mit dem Stern des Sports in Bronze im Jahre 2007 für die Aktion Wir spenden Leben

## Bekannte Sportler/Funktionäre
- Otto Goetzke – unter anderem dreifacher Sieger beim Radklassiker Rund um Berlin
- Artur Frömming – Sieger bei Wien-Berlin 1912
- Otto Männel – Olympiateilnehmer 1912
- Werner Egerland – zweifacher Deutscher Meister im Eisschnelllauf und später erfolgreicher Unternehmer
- Günter Kunzendorf – langjähriger Vorsitzender und Gründer der Kunzendorf Spedition
- Walter Fechner – langjähriger Vorsitzender und Rennveranstalter, Träger des Bundesverdienstkreuzes
- Ortwin Czarnowski – Olympiateilnehmer 1968
- Jürgen Kraft – Nationalfahrer und später Radprofi
- Lutz Schäfer – Deutschland-Cup Sieger Mountainbike, MTB-Profi
- Regina Marunde – Deutsche Meisterin MTB, 7. bei der MTB-Olympiapremiere 1996 in Atlanta, MTB-Profi
- Stefan Kupfernagel – Deutscher Meister U23 Radcross und MTB, später Radprofi
- Hanka Kupfernagel – mehrfache Welt- und Deutsche Meisterin, später Radprofi
- Juri Hollmann – Radprofi beim World-Tour-Team Movistar